# Салем бен Ладен
Салем бен Ладен (араб. سالم م. بن لادن‎; 4 января 1946 — 29 мая 1988) — саудовский инвестор и предприниматель. Глава компании Saudi Binladin Group с 1972 по 1988 год, основанной его отцом Мухаммедом ибн Авадом. Также выступал в качестве лидера семьи бен Ладен после гибели своего отца. Салем был старшим единокровным братом Усамы бен Ладена.

## Биография
Будучи старшим сыном Мухаммеда бен Ладена, основателя компании Saudi Binladin Group и сводным братом Усамы бен Ладена, Салем бен Ладен получал образование в английской частной школе Миллфилд и возглавил семью бен Ладен после гибели своего отца в авиакатастрофе в 1967 году. Салем управлял большим инвестиционным портфелем семьи, занявшись его диверсификацией, отвечал за распределение семейных доходов. Он также курировал индивидуальные планы обучения каждого из своих братьев и сестёр, включая сводных. Как и его отец он высоко ценил близкие отношения бен Ладенов с саудовской королевской семьёй. Салем предоставил финансовые средства и поддержку Саудитам во время теракта в Мекке в 1979 году. При Салеме строительная компания «Saudi Binladin Group» стала внедряться и в другие отрасли: в добычу нефти и других полезных ископаемых, строительство нефтепроводов, водохранилищ, канализаций, трубопроводов и многие другие.
В собственности у Салема бен Ладена был дом в Орландо, в американском штате Флорида, и часто его использовал в качестве места отдыха. Салем прекрасно владел английским языком, часто посещал Лас-Вегас, играл на гитаре, носил джинсы и мечтал жениться на четырёх женщинах из четырёх концов света.

## Гибель
Салем бен Ладен погиб 29 мая 1988 года, когда он случайно задел башню электропередач в окрестностях Шерца, северо-восточного пригорода Сан-Антонио (штат Техас). Сверхлёгкий самолет, на котором он летел, упал на землю после касания проволоки. Салем, который не был одет в защитный шлем, умер от травм головы в результате падения. Национальный совет по безопасности на транспорте не проводил расследования авиационных происшествий, поскольку воздушное судно было сверхлёгким воздушным судном, которое не подпадало под их мандат. Полиция Шерца, которая расследовала инцидент, заявила в отчёте, что Салем погиб в результате несчастного случая. 
Этот эпизод стал вторым в истории семьи бен Ладен случаем гибели в авиакатастрофе. Отец Салема и основатель кампании семьи также погиб при крушении самолёта, но в Саудовской Аравии в 1967 году. Третий случай гибели членов семьи бен Ладен в авиационном происшествии случился 31 июля 2015 года, когда бизнес-джет со сводной сестрой Усамы бен Ладена, Саной, и её мачехой Раджой Хашим потерпел крушение в аэропорту Блэкбуш, в английском графстве Гэмпшир.